# Brent Lang
	Brent Dennis Lang (25 januari 1968) is een Amerikaans zwemmer.

## Biografie
Lang won tijdens de Olympische Zomerspelen van 1988 de gouden medaille op de 4×100 meter vrije slag, Lang kwam alleen in actie in de series. 
Individueel won Lang zijn enige titel tijdens de Pan-Pacifische kampioenschappen zwemmen 1989 door de 100m vrije slag te winnen, op dit toernooi won Lang ook twee estafettes.

## Internationale toernooien
| Jaar | Olympische Spelen                             | Wereldkampioenschappen                                            | Pan-Pacifische                                          |
| ---- | --------------------------------------------- | ----------------------------------------------------------------- | ------------------------------------------------------- |
| 1988 | 4x100m vrije slag · Lang zwom enkel de series |                                                                   |                                                         |
| 1989 |                                               |                                                                   | 100m vrije slag · 4x100m vrije slag · 4x100m wisselslag |
| 1990 |                                               |                                                                   |                                                         |
| 1991 |                                               | 4x100m vrije slag · 4x100m wisselslag · Lang zwom enkel de series |                                                         |